# Adolph Nikolaus von Düring
Adolph Nikolaus von Düring (* 1. März 1820 in Moorburg; † 6. Dezember 1882 in Hamburg) war ein deutscher Arzt.

## Leben
Adolph Nikolaus von Düring war der Sohn von Karl Ulrich Christian Hartwig von Düring und Anna Katharina, geborene Bauer. Er besuchte ein Jahr das Progymnasium in Harburg und ging sechs Jahre auf das Gymnasium in Stade. Düring studierte in Kiel, Göttingen und Halle Medizin und Chirurgie. Er wurde 1849 in Göttingen zum Dr. med. promoviert und ließ sich 1850 in Hamburg als Arzt nieder.
Düring war von 1859 bis 1871 Mitglied der Hamburgischen Bürgerschaft.

## Familie
Er heiratete zunächst Johanne Henriette Karoline Baumbach († 1855). Das Paar hatte mehrere Kinder:
- Ernst Adolf Hermann (* 28. März 1852), Dr.med (Ausgewandert nach New York) ⚭ 1885 Luise Franke († 1891)
- Karl Max Gustav (* 28. März 1852), Kaufmann und königlich niederländischer Generalkonsul ⚭ 1885 Emma Ulrika Johanna Stürcke (* 26. Juli 1866)

Am 25. Juli 1857 heiratete Melanie Amalie, geborene Sthamer (* 2. Juni 1834; † 28. August 1892). Das Paar hatte mehrere Kinder:
- Ernst Karl Eduard Kamillo (* 6. Mai 1858; † 23. Dezember 1944)

⚭ 1883 (Scheidung 1891) Lilli von Hackmann
⚭ 1892 Johanne von Wedel (* 21. Juli 1860; † 28. Februar 1928)
- Karl Wilhelm Adolf Ferdinand (* 18. Mai 1860), Hauptmann ⚭ 1889 Emma von Düring (* 22. Oktober 1868; † 5. Februar 1891)
- Karl Heinrich Friedrich Otto (* 14. September 1861) ⚭ 1894 Klara Ida Adolphine Seebohm (* 19. März 1870)
- Johanna (* 25. November 1879)